# Michael Mandiberg
Michael Mandiberg (sinh ngày 22 tháng 12 năm 1977) là một họa sĩ, lập trình viên, nhà thiết kế và nhà giáo dục người Mỹ.
Các tác phẩm của Mandiberg đều được trưng bày tại các địa điểm bao gồm; Bảo tàng Nghệ thuật Đương đại Mới ở Thành phố New York, Lễ hội transmediale ở Berlin, Trung tâm Nghệ thuật và Truyền thông Karlsruhe (ZKM) ở Karlsruhe, Đức và Trung tâm Ars Electronica ở Linz, Áo. Tác phẩm của Mandiberg cũng được giới thiệu trong các cuốn sách như Tribe và New Media Art của Jana, Internet Art của Greene, và At the Edge of Art của Blais và Ippolito. Mandiberg từng viết bài cho tờ The New York Times, Los Angeles Times, Berliner Zeitung, và tạp chí Wired.

## Sự nghiệp
Mandiberg đảm nhận cương vị Giáo sư Văn hóa Truyền thông tại Trường Đại học Staten Island và là hội viên Eyebeam tại Thành phố New York.
Mandiberg chính là tác giả của quyển sách nhan đề Digital Foundations, có nội dung dạy Khóa học Cơ bản về Bauhaus thông qua phần mềm thiết kế. Tác phẩm này đã nhận được lời khen ngợi từ những nhà sáng tạo có uy tín như Ellen Lupton và C.E.B. Reas. Mandiberg còn là nhà văn viết blog của quỹ Digital Foundations và Anti-Advertising Agency.  Mandiberg sinh sống và đạp xe xung quanh Brooklyn.
Mandiberg đứng ra sáng lập New York Arts Practicum, "một học viện nghệ thuật mùa hè, để những người tham gia học hỏi kinh nghiệm nhằm kết nối cuộc sống của họ với tư cách là sinh viên nghệ thuật với cuộc sống như giới nghệ sĩ trên thế giới." Mandiberg còn chủ trì sự kiện Thử nghiệm trong Giáo dục ngoài thể chế (Experiments in Extra-Institutional Education) tại Đại học Thành phố New York vào ngày 11 tháng 4 năm 2013 dẫn đến một số đặc biệt của tạp chí học thuật Social Text và một cuộc hội thảo kéo dài một năm về các chủ đề tương tự được đồng tổ chức với Carla Herrera-Prats, Cynthia Lawson Jaramillo và Jennifer Stoops.

## Tác phẩm nổi bật

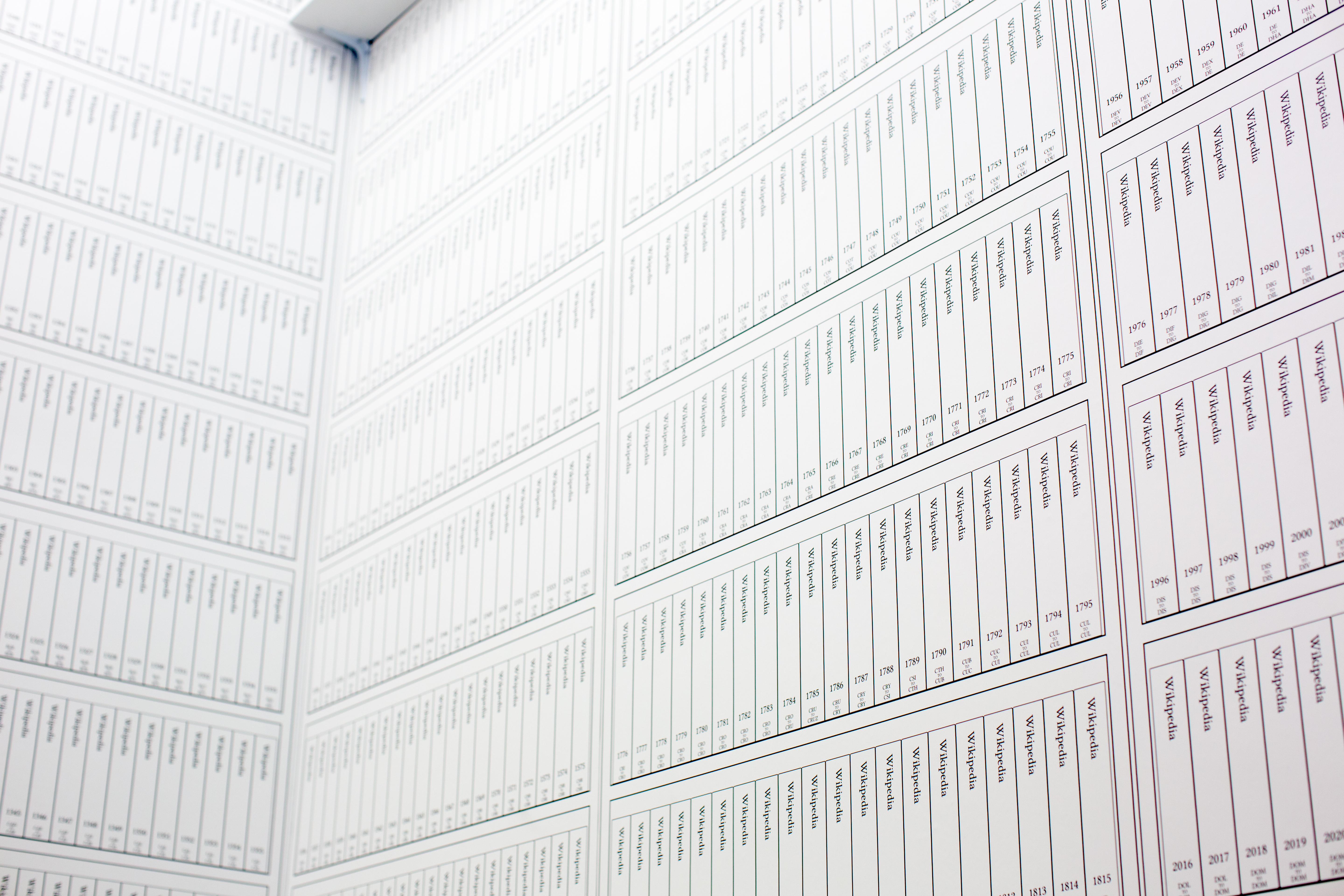
Print Wikipedia

- Shop Mandiberg là một tác phẩm nghệ thuật Internet từ năm 2001, theo đó Michael Mandiberg chào bán mọi thứ cuối cùng mà Mandiberg sở hữu để bán trên trang Shop Mandiberg. Từ quần áo đến một nửa tuýp kem đánh răng đã qua sử dụng. Vào thời điểm cửa hàng đóng cửa, Mandiberg đã bán được hơn 100 mặt hàng.[10]
- AfterSherrieLevine.com và AfterWalkerEvans.com được Mandiberg scan và đăng trực tuyến những bức ảnh mà Sherrie Levine chụp lại Walker Evans.[11] Một người tự mô tả "trò đùa nghệ thuật kiểu một dòng chữ"[12] đã đưa ra nhiều đệ quy hơn bằng cách đặt tác phẩm trực tuyến để có thể được đem ra in, do đó tạo nên một bản sao chép khác. Một nghệ sĩ khác là Bujar Bala, đã tải xuống các bức ảnh được scan từ AfterWalkerEvans.com và tải chúng lên jalbum.net nhằm tạo ra một album ảnh trực tuyến mang tên After Michael Mandiberg. Mandiberg gần đây đã tiếp tục quá trình tái tạo bằng cách lập tài khoản Instagram After Michael Mandiberg và xuất bản những hình ảnh được lọc và tái tạo trên Instagram.[13]
- Oil Standard – được Turbulence.org ủy quyền[14] là một plugin của Firefox thay thế giá trên các trang web thương mại điện tử với giá tương đương tính theo thùng dầu thô.[15]
- Print Wikipedia – Sự hình dung hóa về Wikipedia lớn như thế nào. Bao gồm "hình nền gáy sách" của 2.000 trong số 7.500 tập và các tập đã chọn được đem in. Toàn bộ tập tin pdf các tập Wikipedia được tải lên và có sẵn để in thành sách.[16]

## Đời tư
Mandiberg thích đại từ trung tính về giới tính hơn.

## Ấn phẩm
- Michael Mandiberg (chủ biên), The Social Media Reader, New York University Press 2012
- xtine burrough và Michael Mandiberg, Digital Foundations: An Intro to Media Design with the Adobe Creative Suite, New Riders/AIGA Design Press 2008[5]